# Keegan Palmer
Keegan Palmer (* 13. März 2003 in San Diego, Vereinigte Staaten) ist ein australischer Skateboarder.

## Karriere
Palmer wurde 2003 in San Diego geboren und zog im Alter von einem Jahr mit seiner Familie nach Australien. Mit zwei Jahren begann er mit dem Skateboarden und wurde mit 14 Jahren Profi. Mit 14 Jahren kehrte er in seine Heimatstadt San Diego zurück. In seiner Jugend war er außerdem als Surfer aktiv.
Bei der Weltmeisterschaft erreichte er 2018 den dritten Platz im Park und 2019 den vierten. Bei den Olympischen Spielen gewann er 2020 die Goldmedaille im Park und sicherte sich 2024 erneut Gold im Park. Für seine sportlichen Leistungen wurde er 2022 mit der Medal of the Order of Australia ausgezeichnet.